# Hôpital de la police nationale (métro de Séoul)
Hôpital de la police nationale (en coréen : 경찰병원역 et officiellement en anglais : National Police Hospital) est une station de passage de la ligne 3 du métro de Séoul. Elle est située dans l'arrondissement de Songpa-gu à Séoul en Corée du Sud.

## Situation sur le réseau

Plan du réseau (2023)

## Services aux voyageurs

### Desserte

Installations ligne 3
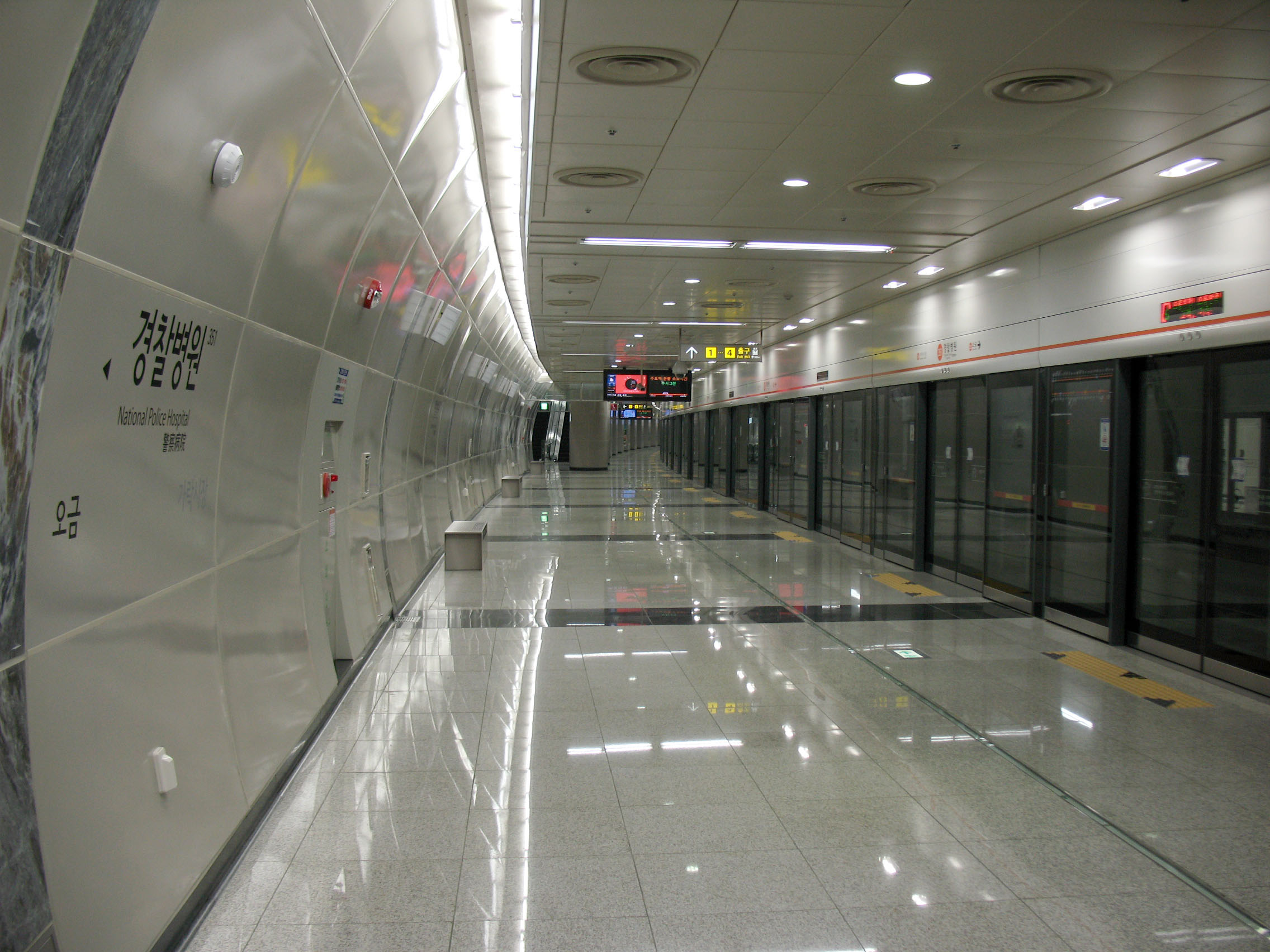
En 2010.
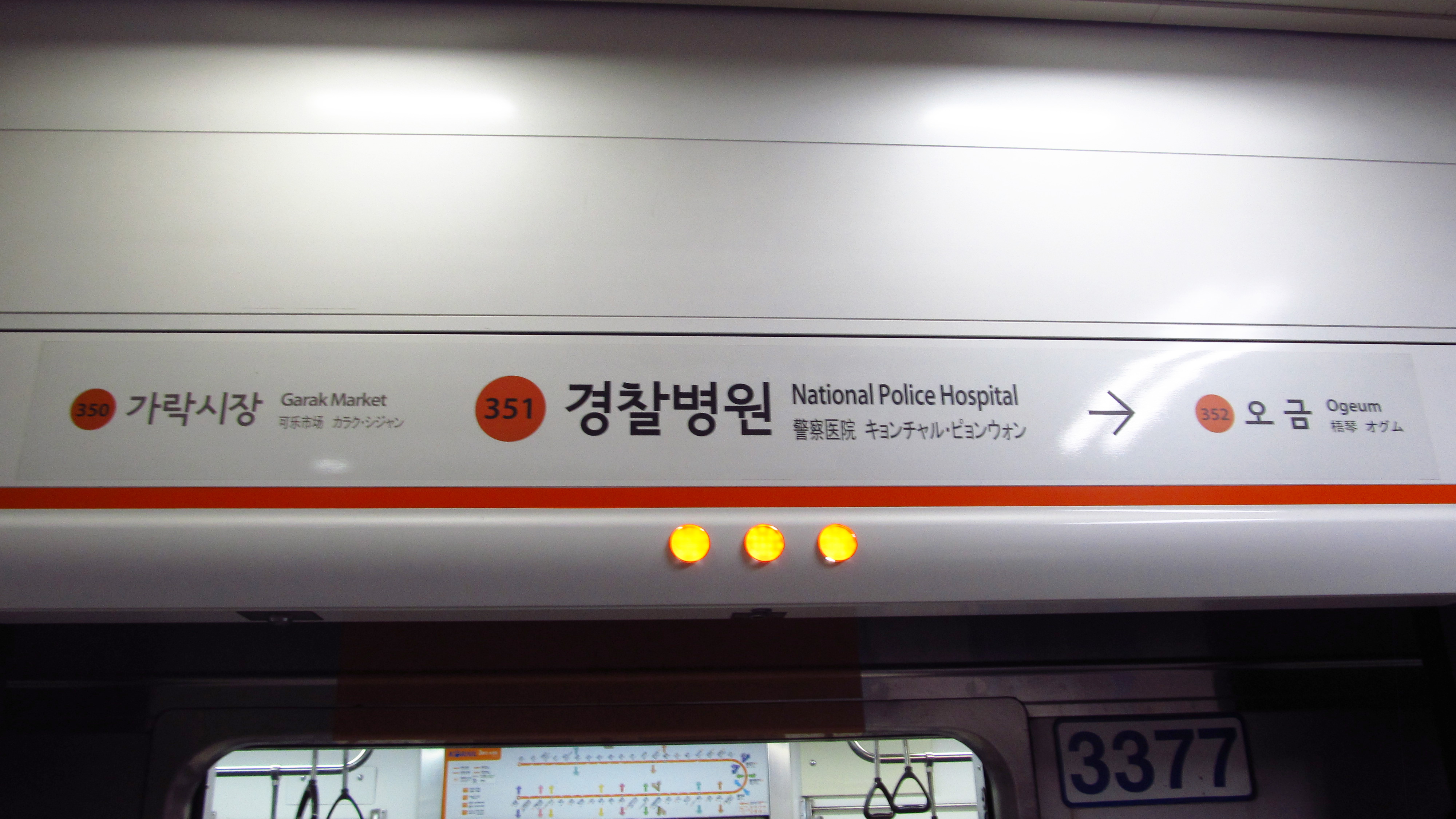
En 2018.
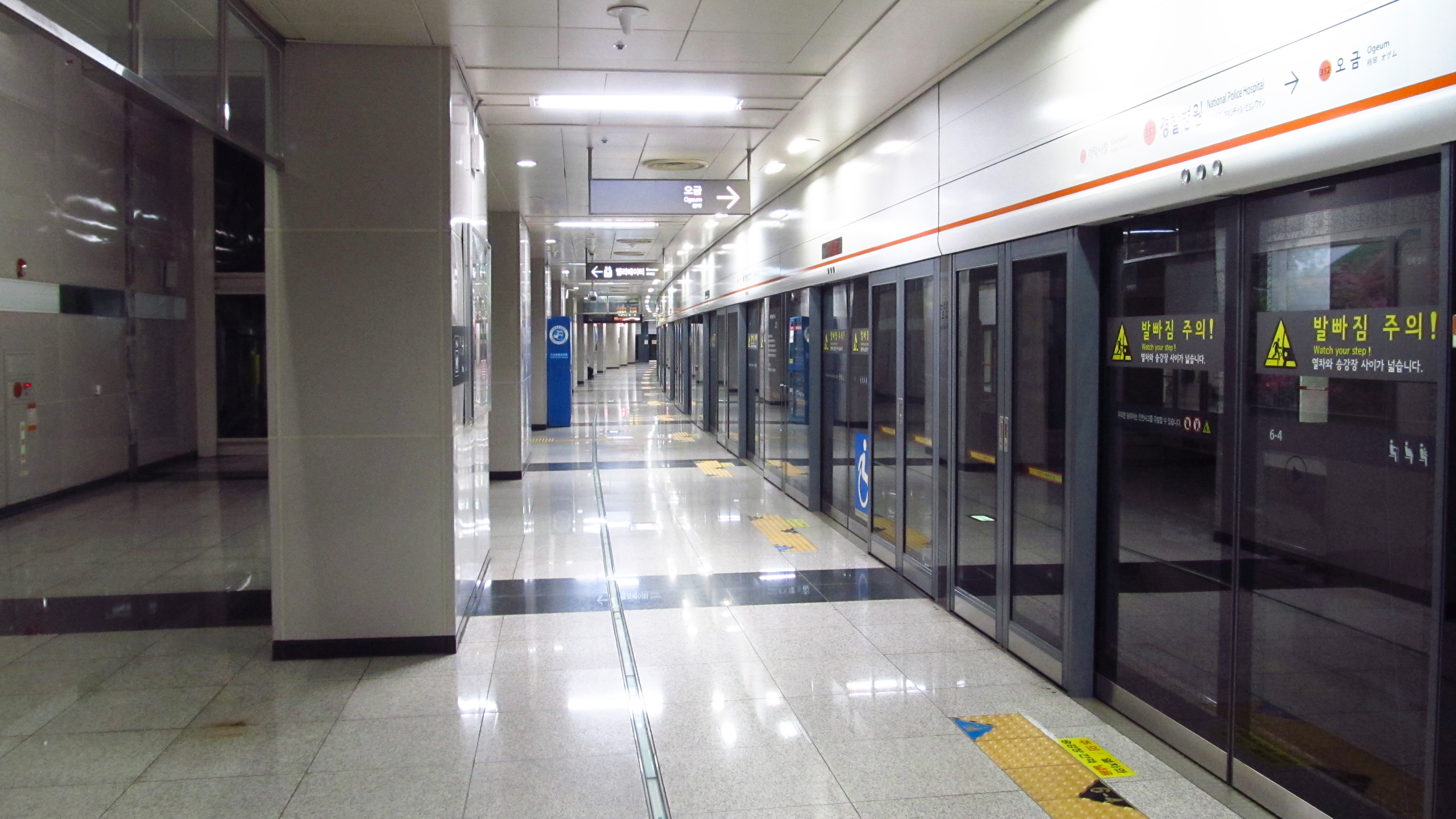
En 2018.